# Рашеев, Николай Георгиевич
Никола́й Гео́ргиевич Раше́ев (укр. Микола Георгійович Рашеєв; 8 апреля 1935, Киев, УССР, СССР — 5 октября 2021, Киев, Украина) — советский и украинский кинорежиссёр, сценарист и актёр. Заслуженный деятель искусств Украины (2000).

## Биография
Родился в Киеве (отец — болгарин, политэмигрант, по линии Коминтерна учился и работал в Киеве, был деканом Политехнического института, арестован в 1937 году). В 14 лет увлёкся альпинизмом. Окончил школу с золотой медалью и Киевский политехнический институт (1957). По окончании института поступил во ВГИК на режиссёрский курс Г. М. Козинцева, но в начале второго курса был отчислен.
Летом курс послали на целину, а мне надо было получить воинское звание и я поехал в лагеря на сборы. Этот шаг стал роковым. Казалось бы, ну и что? А то, что весь 1958 год страну сотрясала безумная история с «Доктором Живаго» Пастернака, с его отказом получать Нобелевскую премию, с бурными диспутами, разделявшими всех на «кто за» и «кто против». Наш сценарный курс решил сделать капустник, в котором бы отразилась царящая в стране атмосфера. Из института были исключены все его участники. В приказе же о моем увольнении причину указали ту, что я не поехал на целину, а до поступления во ВГИК не отработал три положенных года по своей специальности.

Пришлось долг перед государством отрабатывать инженером-пусковиком в Иркутске, Туве, Красноярске, Якутии, на Сахалине, Чукотке, Колыме.Н. Рашеев.  Интервью журналу «Еженедельник 2000» (22 апреля 2005)
На Колыме начал писать рассказы, сотрудничал с местной газетой. Вернулся в Москву, восстановился во ВГИКе и в 1964 году окончил сценарный факультет (заочно, мастерская В. Соловьёва), а в 1966 — Высшие курсы сценаристов и режиссёров (учился у С. И. Юткевича, М. И. Ромма, Ю. Я. Райзмана, Л. З. Трауберга).
Работал ассистентом режиссёра на телестудиях в Киеве и Кишинёве, режиссёром на Пермской студии телевидения, на киностудии Молдова-фильм. С 1971 года — режиссёр Киностудии имени А. Довженко в Киеве. Снялся в ряде эпизодов в своих фильмах.
Член Национального союза кинематографистов Украины.
Скончался 5 октября 2021 года. Похоронен на Байковом кладбище (13-й участок).

### Семья
- Рашеева, Дарья Николаевна[укр.] (род. 25 марта 1974) — дочь, актриса. Окончила Киевский национальный университет театра, кино и телевидения имени И. К. Карпенко-Карого (1997). Член Национального союза кинематографистов Украины.

## Фильмография

### Режиссёр
- 1964 — Случай на станции Кречетовка (короткометражный)
- 1965 — Туман (короткометражный)
- 1968 — Маленький школьный оркестр
- 1971 — Бумбараш
- 1973 — Заячий заповедник
- 1976 — Театр неизвестного актёра
- 1978 — Короли и капуста
- 1981 — Яблоко на ладони
- 1984 — Рассмешите клоуна
- 1988 — Любовь к ближнему
- 1991 — Оберег

### Сценарист
- 1965 — Туман (короткометражный)
- 1966 — Вертикаль (реж. С. Говорухин, Б. Дуров) — в соавторстве с Сергеем Тарасовым
- 1968 — Маленький школьный оркестр — в соавторстве с Владимиром Зуевым
- 1975 — Все на лыжах, кроме собаки — в соавторстве с Василием Аксёновым (нереализованный сценарий)
- 1976 — Театр неизвестного актёра / Театр невідомого актора — в соавторстве с Юрием Смоличем (по мотивам его одноимённой повести)
- 1991 — Оберег — в соавторстве с Г. Николаевым

### Участие
- 2008 — Бумбараш. Почти невероятная история
- 2008 — Фильм о фильме (документальный)
- 2010 — Моя правда (Украина, документальный)
- 2010 — Проклятие Валерия Золотухина

## Награды
- Заслуженный деятель искусств Украины (2000)
- Приз за режиссуру на телефестивале в Ташкенте (1973) за фильм «Бумбараш»
- Приз за режиссуру на фестивале сатиры и юмора в Габрово (1989) за вторую новеллу фильма «Любовь к ближнему»